# Manuela Arcuriová
Manuela Arcuriová (* 8, ledna 1977 Anagni) je italská herečka, moderátorka a fotomodelka.
Její rodina pochází z Kalábrie, hercem je také starší bratr Sergio Arcuri. Od patnácti let pózovala ve fotorománech pro mládež. Vystudovala herectví na Accademia Nazionale di Arte Drammatica Silvio D'Amico a debutovala v roce 1993 menší rolí tulačky ve filmu Marca Ferreriho Maniakův deník. Výrazné role měla ve filmech Bagnomaria (režie Giorgio Panariello), Johana Šílená (režie Vicente Aranda) a Non si ruba a casa dei ladri (režie Carlo Vanzina). Hlavní ženskou postavu Carmen hrála v televizním seriálu Hříchy a svědomí. Účinkovala v televizních programech Il gatto e la volpe, Scherzi a parte a Big Brother. Jako divadelní herečka se představila ve hrách Liolà od Luigiho Pirandella a Il primo che mi capita od Antonia Giulianiho. Pózovala pro časopisy Maxim, Playboy a Boss Magazine, spolupracovala především s fotografem Albertem Magliozzim. V roce 2002 uváděla Festival Sanremo a v roce 2008 Benátské hudební ceny, v roce 2017 byla porotkyní soutěže Miss Italia a v roce 2019 se zúčastnila taneční soutěže Ballando con le stelle. Vystoupila i v klipu k Princeově písni „Somewhere here on Earth“.
Jejím manželem je podnikatel Giovanni di Gianfrancesco a mají jednoho syna. Předtím byl jejím přítelem mistr světa v šermu Aldo Montano. V bulvárním tisku se objevily spekulace o jejím poměru se Silviem Berlusconim.
Ve městě Porto Cesareo byla v roce 2002 odhalena její socha. Stala se populární turistickou atrakcí a rybáři si navykli jí před vyplutím na moře pro štěstí sahat na zadek. Místní ženy však proti soše protestovaly a dosáhly jejího dočasného odstranění. Po soudním prošetření, zda byla socha na nábřeží umístěna legálně, byla v roce 2011 navrácena na místo.